# Nivkhes
Cet article concerne le peuple nivkhe. Pour la langue nivkhe, voir Nivkhe (langue).
Les Nivkhes (aussi nommés Nivkh ou Guilyak / Gilyak) sont un peuple indigène de Russie habitant l'estuaire du fleuve Amour et l'île de Sakhaline. Le recensement russe de 1989 a dénombré 4 675 Nivkhes, dont 1 089 (23,3 %) parlaient la langue nivkhe, une langue paléo-sibérienne considérée comme un isolat. Toutefois, certains linguistes ont émis l'hypothèse d'une parenté entre les langues altaïques et le nivkhe.
Pendant plusieurs siècles, les Nivkhes ont été tributaires de l'empire mandchou. Après la signature du traité de Nertchinsk en 1689, ils se mirent à fonctionner comme intermédiaires entre les Russes, les Mandchous et les Japonais (via l'ethnie des Aïnous dont ils sont linguistiquement assez proches).
Les Nivkhes subirent sévèrement la conquête russe, l'occupation japonaise de 1904 à 1905 et de 1920 à 1925.

## Démographie

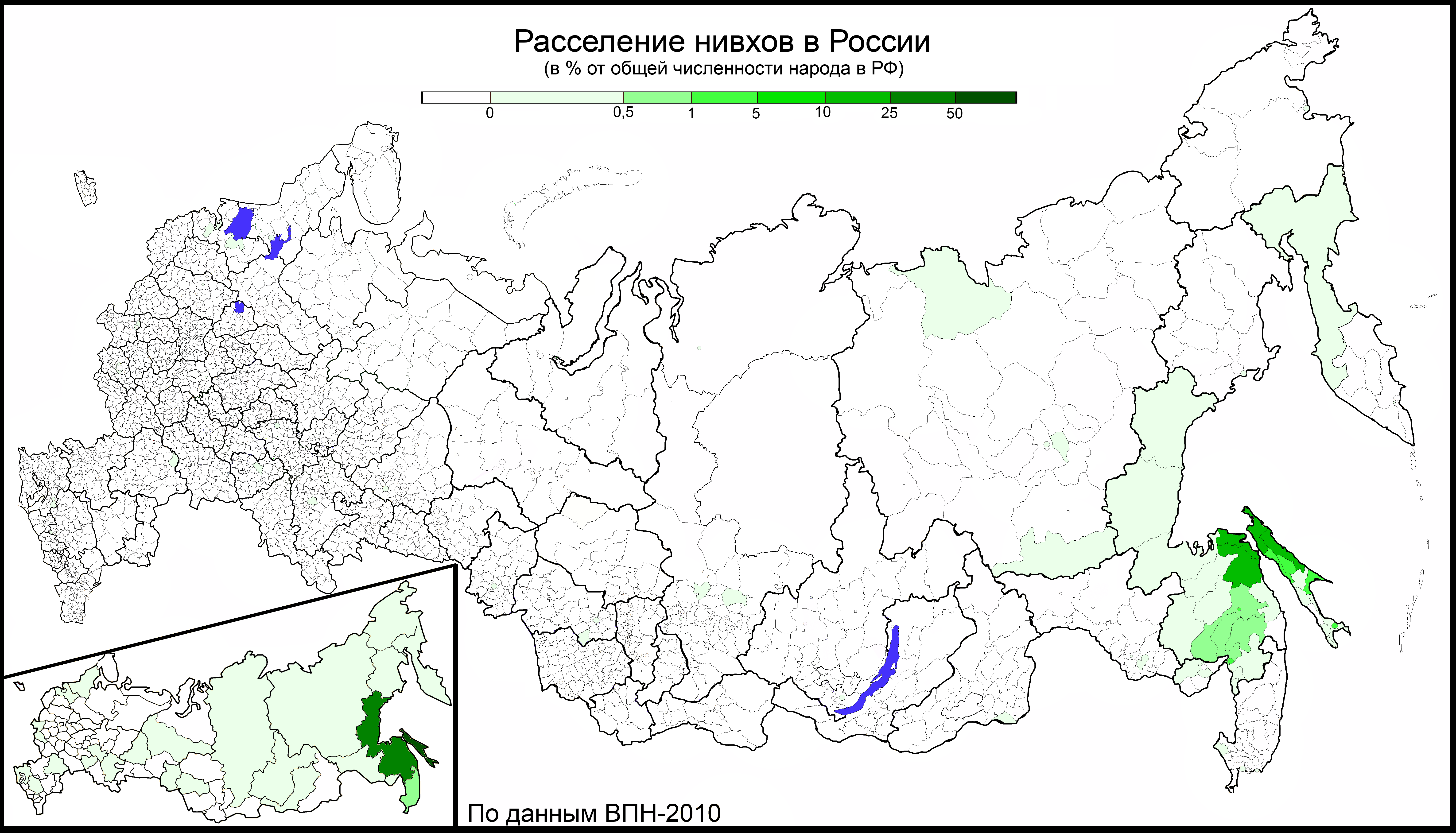
Répartition des Nivkhes en Russie en 2010 en pourcentage de leur population totale.

Les Nivkhes vivent à l'embouchure du fleuve Amour dans le Kraï de Khabarovsk et au Nord de l'île Sakhaline. Ils parlent principalement le Russe et le Nivkhe. En 2010, la population Nivkhe en Russie comptait 4652 individus.
Historique de la démographie des Nivkhes en Russie :

Foyers de peuplement des Nivkhes selon le recensement de 2002 (à l'exclusion de Khabarovsk, Poronaïsk et du Sud de Sakhaline).

Principaux points de peuplement des Nivkhes en 2002 :
| Point de peuplement      | Nivkhes | Population totale | Pourcentage de Nivkhes |
| ------------------------ | ------- | ----------------- | ---------------------- |
| Nikolaïevsk-sur-l'Amour  | 407     | 28 492            | 1,4 %                  |
| Khabarovsk               | 131     | 583 072           | 0,02 %                 |
| Innokentyenva (village)  | 129     | 664               | 19,4 %                 |
| Takhta (village)         | 118     | 937               | 12,6 %                 |
| Lazarev (village urbain) | 117     | 1954              | 6,0 %                  |
| Tyr (village)            | 89      | 729               | 12,2 %                 |
| Kalma (village)          | 85      | 139               | 61,2 %                 |
| Nijnee Prongue (village) | 82      | 461               | 17,8 %                 |
| Pouir (village)          | 77      | 269               | 28,6 %                 |
| Bogorodskoe (village)    | 77      | 4119              | 1,9 %                  |
| Mnogovershinny (village) | 73      | 2798              | 2,6 %                  |
| Soussanino (village)     | 62      | 882               | 7,0 %                  |
| Krasnoe (village)        | 60      | 1251              | 4,8 %                  |
| Mago (village urbain)    | 56      | 2244              | 2,5 %                  |
| Oremif (village)         | 54      | 325               | 16,6 %                 |
| Aleevka (village)        | 49      | 65                | 75,4 %                 |
| Oukhta (village)         | 45      | 175               | 25,7 %                 |
| Nijnaya Gavan (village)  | 40      | 377               | 10,6 %                 |
| Voskresenskoe (village)  | 36      | 114               | 31,6 %                 |
| Konstantinovka (village) | 35      | 908               | 3,9 %                  |
| Tneïvakh (village)       | 33      | 55                | 60,0 %                 |
| Boulava (village)        | 30      | 2226              | 1,3 %                  |
| Beloglinka (village)     | 30      | 89                | 33,7 %                 |
| Makarovka (village)      | 22      | 26                | 84,6 %                 |
| Tchnyrrakh (village)     | 21      | 455               | 4,6 %                  |
| Tchlya (village)         | 20      | 933               | 2,1 %                  |
| Solontsy (village)       | 18      | 570               | 3,2 %                  |
| Vlasievo (village)       | 11      | 39                | 28,2 %                 |
| Oktyabrsky (village)     | 11      | 170               | 6,5 %                  |
| Sakharovka (village)     | 10      | 85                | 11,8 %                 |

| Point de peuplement       | Nivkhes | Population totale | Pourcentage de Nivkhes |
| ------------------------- | ------- | ----------------- | ---------------------- |
| Nogliki (village urbain)  | 647     | 10 604            | 6,1 %                  |
| Nekrasovka (village)      | 572     | 1126              | 50,8 %                 |
| Okha                      | 299     | 27 795            | 1,1 %                  |
| Tchir-Oundv (village)     | 200     | 291               | 68,7 %                 |
| Poronaïsk                 | 116     | 17 844            | 0,7 %                  |
| Ioujno-Sakhalinsk         | 98      | 170 356           | 0,1 %                  |
| Rybnoe (village)          | 56      | 84                | 66,7 %                 |
| Trambaous (village)       | 45      | 105               | 42,9 %                 |
| Moskalvo (village)        | 44      | 807               | 5,5 %                  |
| Aleksandrovsk-Sakhalinski | 29      | 12 693            | 0,2 %                  |
| Viakhtou (village)        | 26      | 286               | 9,1 %                  |
| Loupolovo (village)       | 21      | 28                | 75,0 %                 |
| Val (village)             | 19      | 1211              | 1,6 %                  |
| Katangli (village urbain) | 17      | 896               | 1,9 %                  |
| Rybobaza-2 (village)      | 11      | 34                | 32,4 %                 |

Jusqu'en 1945, dans la partie Sud de Sakhaline (en ce temps japonaise) vivaient environ 100 Nivkhes, qui parlaient un dialecte du Sud de Sakhaline. Après la guerre, la plupart d'entre eux s'installa à Hokkaidō. Le dialecte du Sud de Sakhaline  est considéré de nos jours comme disparu. Il n'existe pas de données sur le nombre de représentants de l'ethnie au Japon.

## Histoire
Les Nivkhes de Sakhaline s'y sont installés au cours du Pléistocène supérieur, quand l'île était encore rattachée au continent. Lorsque la période glaciaire s'acheva et que le niveau des océans monta, les Nivkhes furent séparés en deux groupes.
On estime que la première mention des Nivkhes provient des chroniques chinoises au début du XIIe siècle. Ils ont été appelés guilyami (chinois : 吉列迷) quand ils étaient en contact avec la dynastie Yuan. Les premiers contacts avec des explorateurs russes remontent au XVIIe siècle. La première mention des Nivkhes dans les écrits russes a été faite en 1643 par l'explorateur Vassili Poïarkov, qui les appelait guilyaks. Cette appellation a été longtemps utilisée. Entre 1849 et 1854, l'expédition de Guennadi Nevelskoï fonde la ville de Nikolaïevsk. Un an plus tard, des paysans russes ont commencé à s'y installer. L'Empire russe a totalement pris le contrôle des terres des Nivkhes après le traité d'Aigun en 1856 et la convention de Pékin en 1860.
Les territoires de Nivkhes s'étendaient le long de la côte nord de la Mandchourie depuis la forteresse russe de Tugur, à l'Est jusqu'à l'embouchure de l'Amour à Nikolaïevsk, au Sud à travers le détroit de Tartarie jusqu'à la baie de De-Castries. Anciennement, leurs territoires s'étendaient vers l'ouest jusqu'à l'Ouda et aux Îles Chantar, avant d'être repoussés par les Mandchous, et plus tard, les Russes.
Durant de nombreux siècles, les Nivkhes furent tributaires de l'Empire mandchou. Après le traité de Nertchinsk en 1689, ils servirent d'intermédiaires entre les Russes, les Mandchous et les Japonais (avec ces derniers par le biais de leurs vassaux, les Aïnous. Les premiers contacts avec les Aïnous au Sud de Sakhalin étaient généralement hostiles, même si des échanges commerciaux apparaissent entre les deux peuples.
Les Nivkhes furent sévèrement affectés par la conquête cosaque et l'imposition des Russes tsaristes, qu'ils appelèrent par la suite kinrsh (diables). L'Empire russe obtint une domination totale sur les territoires Nivkhes après le traité d'Aigun (en) en 1858 et le traité de Pékin en 1860. Les Russes établirent un camp de travail à Sakhaline, qui fonctionna de 1857 à 1906. Ils y envoyèrent de nombreux criminels russes et des exilés politiques, dont Lev Sternberg, un des premiers ethnographes les plus importants des Nivkhes. Les Nivkhes étaient en minorité ; ils furent parfois employés en tant que gardes de prisons et pour traquer les détenus évadés. Ils souffrirent d'épidémies de variole, de peste et de grippe, apportées par les immigrants et amplifiées par l'environnement insalubre des prisons surpeuplées.
Même si l'empire du Japon n'a jamais contrôlé la partie Nord de Sakhaline, le Japon et la Russie ont gouverné conjointement l'île conformément au Traité de Shimoda de 1855. Entre 1875, avec le Traité de Saint-Pétersbourg, et 1905, avec le Traité de Portsmouth, la Russie a gouverné seule la totalité de Sakhaline. De 1905 à 1945, Sakhaline était divisée entre le Japon et la Russie de part et d'autre du 50e parallèle. La Russie autorisa les pêcheurs japonais à pénétrer sur les territoires nivkhes de 1880 à 1948, où ils furent expulsés. Les autorités russes de l'Amour avaient des difficultés à trouver de la main d’œuvre russe, et autorisèrent les Nivkhes et les Japonais à développer la région, tout en leur imposant de lourdes taxes. Les autorités russes empêchèrent les Nivkhes de pêcher sur la côte et dans les rivières par des arrêtés et un système de taxes élevé. Le premier des incidents de surexploitation des ressources halieutiques par les Japonais (et plus tard par les Russes) dans le détroit de Tartarie et l'embouchure de l'Amour eut lieu en 1898. Il mena de nombreux Nivkhes à la famine, et ils durent importer de coûteux aliments russes.

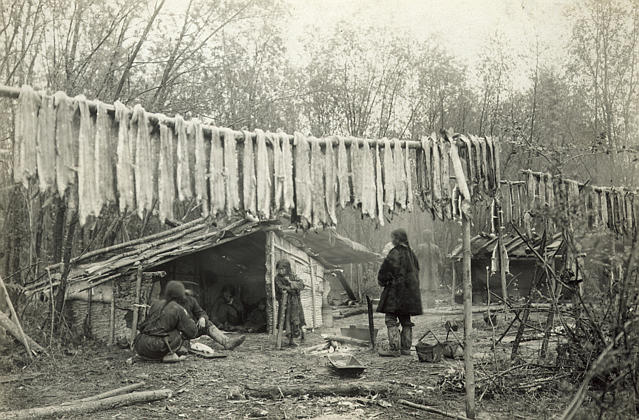
Camp de pêcheurs nivkhes du début du XX.

Après la Révolution bolchevique, la Russie devint membre de l'Union soviétique en 1922. Le nouveau gouvernement changea l'ancienne politique de l'Empire russe envers les Nivkhes en adéquation avec l'idéologie communiste. Les Soviétiques leur attribuèrent le nom de Nivkhes pour remplacer l'ancien nom Guilyaks comme un symbole de leur nouvelle autodétermination. Un district autonome fut brièvement créé pour eux. Le gouvernement leur accorda des droits de pêche étendus, qui ne furent restreints qu'en 1960. Mais d'autres politiques soviétiques se sont révélées dévastatrices. Les Nivkhes furent forcés de prendre part à la collectivisation et de rejoindre des kolkhozes agricoles et industriels. Les pêcheurs nivkhes eurent des difficultés à se convertir aux pratiques agricoles, car une de leurs croyances était que labourer la terre est un péché. Les Nivkhes ne furent bientôt plus qu'une minorité de seconde classe au sein de la main d’œuvre russe massive.
Cette collectivisation a irrémédiablement altéré le style de vie des Nivkhes. Leur tradition de chasseur-cueilleur disparut. Les autorités soviétiques présentèrent les Nivkhes comme un "modèle" pour la nation d'une culture transitionnant rapidement de l'âge de pierre au socialisme industriel. Ils interdirent l'usage de la langue nivkhe dans les écoles et autres espaces publics. Le russe était obligatoire, et la russification des Nivkhes fut accélérée. Beaucoup d'histoires nivkhes, de croyances et de liens claniques furent oubliés par les nouvelles générations. De 1945 à 1948, beaucoup de Nivkhes, ainsi que la moitié des Oroks et tous les Aïnous de Sakhaline, qui vivaient sous la juridiction japonaise dans la moitié Sud de Sakhaline, furent forcés de migrer vers le Japon avec les colons japonais. Un certain nombre de ces indigènes retournèrent plus tard à Sakhaline.
Chuner Taksami (en), anthropologue, est considéré comme la première figure moderne de la littérature nivkhe et du soutien aux droits sibériens. Dans la communauté de nations de la Russie post-soviétique, les Nivkhes s'en sont mieux tirés que les Aïnous ou les Itelmènes, mais moins bien que les Tchouktches ou les Touvains. En 1962, le gouvernement soviétique a déplacé de nombreux Nivkhes dans des foyers de peuplement plus nombreux et plus densément peuplés ; un résultat de ce remaniement est la réduction du nombre de foyers de peuplement de Sakhaline de 82 à 13 en 1986. Cette relocalisation a été menée par les kolkhozes, dont les Nivkhes étaient devenus dépendants. La fermeture d'installations financées par le gouvernement, comme les écoles ou les générateurs d'électricité, incitait les citoyens à déménager vers des colonies préférées par le gouvernement.
Les kolkhozes furent abandonnés lors de la chute de l'URSS en 1991. Les Nivkhes, population pauvre dépendant des collectivités financées par l’État, souffrirent rapidement de difficultés économiques. De nos jours, les Nivkhes vivant au Nord de Sakhaline voient leur avenir menacé par les mégaprojets d'extraction pétrolière en mer Sakhaline I et Sakhaline II, exploités par des compagnies occidentales. Depuis janvier 2005, les Nivkhes, menés par leur représentant Alexeï Limanzo (en), ont entamé des actions de manifestations non-violentes, exigeant une évaluation ethnologique indépendante des plans de Shell et ExxonMobil. Des actions de solidarité ont eu lieu à Moscou, New York, et plus tard Berlin. Le journal mensuel, Nivkh Dif, établi en 1990, est publié dans un dialecte de l'Ouest de Sakhaline, et a son siège à Nekrassovka (ru).

## Anthropologie des Nivkhes
L'anthropologie des Nivkhes est activement étudiée. Une thèse soutient leur parenté potentielle avec les peuples de Polynésie[réf. nécessaire]. Sur le plan anthropologique, les Nivkhes sont assez homogènes.

### Subdivisions ethnologiques
Les Nivkhes sont historiquement divisés en deux groupes en fonction de leur localisation : ceux de l'Amour et ceux de Sakhaline. Ils ont des dialectes et des coutumes différents. La majeure partie des Nivkhes vit dans le Kraï de Khabarovsk (dans le bassin inférieur de l'Amour, sur les rives de ce fleuve, et sur les littoraux de la mer d'Okhotsk et du détroit de Tartarie) et forme le groupe continental. Le groupe insulaire vit principalement au Nord de Sakhaline.

### Société

#### Vie de village
Les Nivkhes étaient des chasseurs-cueilleurs semi-sédentaires, et avaient des camps d'hiver et d'été. Un village nivkhe consistait en 3 ou 4 maisons partagées par plusieurs familles ; des villages plus grands, plus rares, pouvaient être trouvés le long de l'estuaire de l'Amour. Les maisons étaient partagées pour des raisons de communauté et de survie pendant les périodes d'intense froid hivernal. Les villages pouvaient durer quelques décennies, mais étaient vulnérables aux inondations et pouvaient être détruits, comme ce fut le cas de nombreux d'entre eux, balayés par les crues de l'Amour entre 1915 et 1968. Souvent, les maisons abritaient des familles non apparentées. Le village était habituellement composé de personnes de 2 à 8 différents clans, avec une moyenne de 4.
À la fin de l'automne, les hommes bien portants quittaient le village pour chasser dans les terrains de chasse attenants tandis que les femmes recueillaient de la nourriture dans les bois. Les Nivkhes déménageaient dans leurs campements d'hiver près des rivières pour survivre aux tempêtes de neige et pêcher le saumon. Les Nivkhes étaient très hospitaliers, de sorte que les Nanaïs, qui vivaient en amont de l'Amour, venaient souvent leur rendre visite voire résider dans les villages nivkhes au cours des périodes de grands froids.

#### Clans
Les clans nivkhes (khal) étaient des groupes de personnes unies par les liens du mariage, par la croyance en une divinité commune, et qui arrangeaient les mariages et arbitraient les disputes au sein du groupe. Le clan est divisé en trois sous-clans exogames. Un clan coopérait avec les autres pour la chasse et la pêche quand il se trouvait au-delà du village.

#### Mariage
Les mariages avaient tendance à être exogames, contrairement à de nombreux groupes paléo-sibériens. Pourtant, à l'intérieur d'un clan, le mariage est endogame, tandis que les sous-clans sont exogames. Les coutumes de mariage nivkhes étaient très compliquées et contrôlées par le clan. Les mariages entre cousins semblent relever de la dernière nécessité, quand le clan est incapable de marier des individus sans rompre le tabou. Le prix de la fiancée a probablement été introduit par les néo-sibériens. La dot était partagée par le clan. Le nombre d'hommes était généralement plus élevé que celui de femmes. Il était difficile de se marier, puisque les femmes étaient peu nombreuses et chères. Il en résultait que les hommes les plus riches avaient plusieurs femmes, tandis que les pauvres n'en avaient pas.

#### Relations sociales
Les hommes d'une même famille sont égaux entre eux, quel que soit leur âge. La femme n'a aucun droit[réf. à confirmer]. La question de l'existence de l'esclavage chez les Nivkhes est controversée.

### Religion
La religion traditionnelle nivkhe était basée sur des croyances animistes, en particulier à travers le chamanisme, avant que les colons russes ne tentent de convertir la population au christianisme orthodoxe. Les animistes nivkhes croyaient que l'île de Sakhaline était une bête gigantesque reposant sur son ventre, les arbres de l'île constituant ses poils. Quand la bête est contrariée, elle se lève et la terre tremble, provoquant des séismes. Les Nivkhes ont un panthéon de dieux vaguement définis (yz, yzng) qui président aux montagnes, rivières, mers et ciel. Les Nivkhes ont un folklore étendu, des chants et des mythes sur la création du monde et des humains, et sur les combats des temps anciens entre les héros, les esprits et les bêtes surnaturelles. Certains Nivkhes se sont convertis au christianisme orthodoxe ou à d'autres religions, mais beaucoup d'entre eux ont conservé leurs anciennes croyances. Le feu est particulièrement vénéré; c'est le symbole de l'unité de leur clan. Il est considéré comme une divinité de leurs ancêtres, qui les protège contre les esprits mauvais et préserve le clan de tout mal. Une flamme peut être nourrie de feuilles de tabac, d'épices ou des gouttes de vodka pour être agréable aux esprits et obtenir leur protection. Les Nivkhes offrent souvent des objets à leurs divinités. La mer peut recevoir ainsi un objet important pour qu'elle protège les voyageurs.
Vers 1860, les Nivkhes n'enterraient pas leurs morts, mais les suspendaient à des arbres, où ils devenaient la proie des oiseaux.
Les Nivkhes considéraient un certain nombre d'espèces animales comme leurs égaux (la notion d'humanité ne se restreignait pas aux seuls êtres humains à leurs yeux) : l'ours est appelé « homme de la montagne »

#### Chamanisme
Le rôle principal des chamans était de diagnostiquer et de guérir les maladies de Nivkhes. Les rares chamans portaient typiquement un manteau élaboré avec une ceinture, souvent faite de métal. Des remèdes à base de plantes, et parfois d'animaux, étaient employés pour guérir les maladies. Des talismans pouvaient être utilisés ou offerts aux patients pour prévenir une maladie. Les chamans servaient également de canal (en) pour combattre les esprits de la mort et s'en protéger. Les services du chaman étaient habituellement compensés par des biens, de la nourriture et le logement. Le chaman se servait d'un tambour de peau de poisson appelé qas.

#### Festival de l'Ours

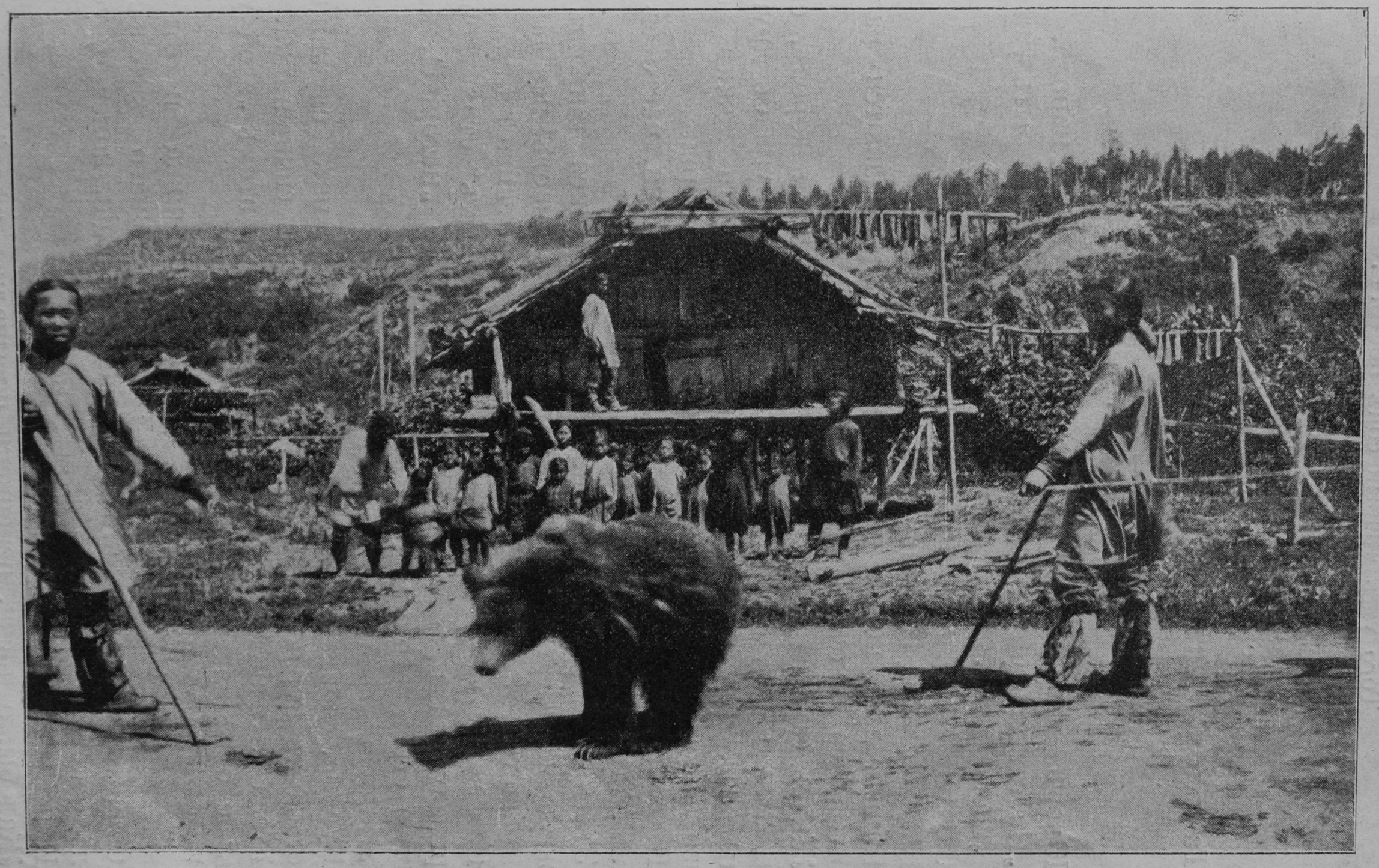
Un festival de l'ours chez les Nivkhes vers 1903.

Les chamans nivkhes présidaient aussi au Festival de l'Ours, une fête traditionnelle célébrée entre janvier et février en fonction des clans. Des ours étaient capturés et élevés dans un enclos pendant quelques années par les femmes, qui les traitaient comme un enfant ; il arrivait que les oursons soient allaités par les femmes. L'ours était considéré comme une manifestation terrestre sacrée des ancêtres et des dieux sous la forme d'un ours (voir culte de l'ours). Durant le festival, l'ours est habillé d'un costume de cérémonie, et on lui offre un banquet pour demander aux dieux de bénir le clan. Après le banquet, l'ours est sacrifié et mangé au cours d'une cérémonie religieuse élaborée. Souvent, des chiens sont sacrifiés en même temps. L'esprit de l'ours retourne auprès des dieux de la montagne "heureux" et remercie ensuite les Nivkhes par des forêts abondantes. Le festival est souvent organisé par les parents d'un défunt en son honneur. Généralement, le Festival de l'Ours était une fête inter-clans; deux clans, dont l'un a reçu plusieurs femmes de l'autre en mariage, renouent leurs liens lors de la fête. Le Festival de l'Ours a été interdit pendant l'occupation soviétique, bien que la fête ait eu un renouveau modeste durant le déclin de l'ère soviétique, présentée alors comme une cérémonie culturelle, et non religieuse.
Une cérémonie similaire, Iyomante, est pratiquée par les Aïnous du Japon.

### Technologie

#### Habitations
Les Nivkhes vivaient dans deux types d'habitations d'hiver. Le plus ancien d'entre eux est le ryv (ou to). L'habitation était un abri rond de 7,5 mètres de diamètre, étayé par des poteaux de bois et couvert de terre et d'herbe. Le ryv avait un âtre en son centre et un trou dans le toit pour laisser passer la lumière et échapper la fumée. L'autre type d'habitation d'hiver est le chad ryv, adopté à partir du XIXe siècle et similaire au dio des Nanaïs, qui était construit sur le modèle des habitations mandchoues et chinoises de l'Amour. Le chad ryv était une maison d'une seule pièce de 10 m sur 9, avec un toit à pignons et un kang (fourneau coréen) pour le chauffage. Un hangar à proximité abritait les luges, skis, bateaux et chiens.
Des cabanes coniques, nommées pry, pouvaient servir d'abri pour les activités saisonnières, ou pour les accouchements, puisque les femmes ne devaient pas donner naissance dans la maison commune.
Dans la partie Est de Sakhaline, les Nikhves utilisaient un autre type de maison, nommé toryf, plus rudimentaire et semi-enterré; la maison est construite sur une fosse de plus d'un mètre de profondeur, de 4 m sur 5.

#### Vêtements

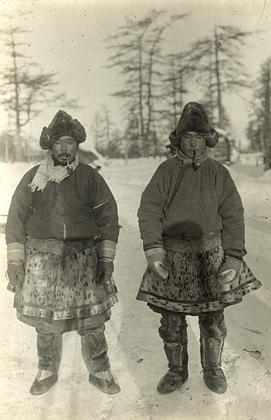
Chasseurs nivkhes revêtus de leurs habits traditionnels : le skiy (chemise) et le kosk (jupe).

Les Nivkhes portaient traditionnellement des robes (skiy pour les hommes, hukht pour les femmes) comportant trois boutons, qui se fermaient sur le côté gauche du corps. Les vêtements d'hiver étaient faits de peaux de poisson, de phoque, de martre, et de fourrures de loutre, de lynx, de renard et de chien. Les hukht des femmes descendaient en dessous des genoux et étaient colorées, ornées de broderies et de diverses décorations cousues sur les manches le col, et les ourlets. Les ornements préférés étaient les pièces de monnaie, les clochettes, ou les perles de bois, de verre ou de métal, provenant principalement des marchands chinois et mandchous. Les skiy des hommes étaient de couleur plus sombre, plus courts, et comportaient des poches à l'intérieur des manches. Les vêtements des hommes étaient moins élaborés, avec des ornements sur les manches et le revers gauche. Les hommes portaient également un kilt large appelé kosk au cours de la chasse ou de trajets en traineau tiré par les chiens. Les bottes étaient faites en peau de poisson, de phoque ou de cerf, et étaient très résistantes à l'eau. Des chapeaux de fourrure (hak) étaient portés en hiver, les queues de fourrure et les oreilles des animaux utilisés étant souvent utilisées comme ornements. Les chapeaux d'été (hiv hak) étaient coniques et faits d'écorce de bouleau. Après la collectivisation soviétique, les Nikhes portaient principalement des vêtements occidentaux, mais revêtaient leurs vêtements traditionnels lors des fêtes et évènements culturels.

### Alimentation

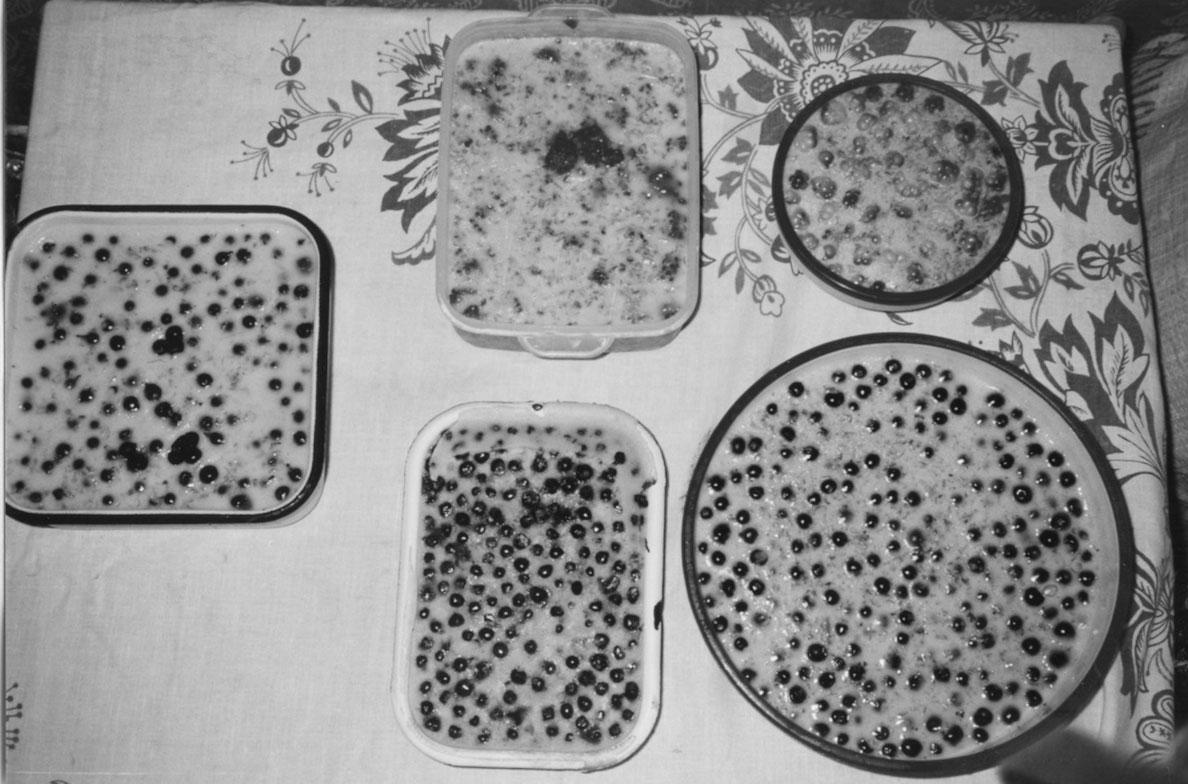
Mos, un plat traditionnel nivkhe.

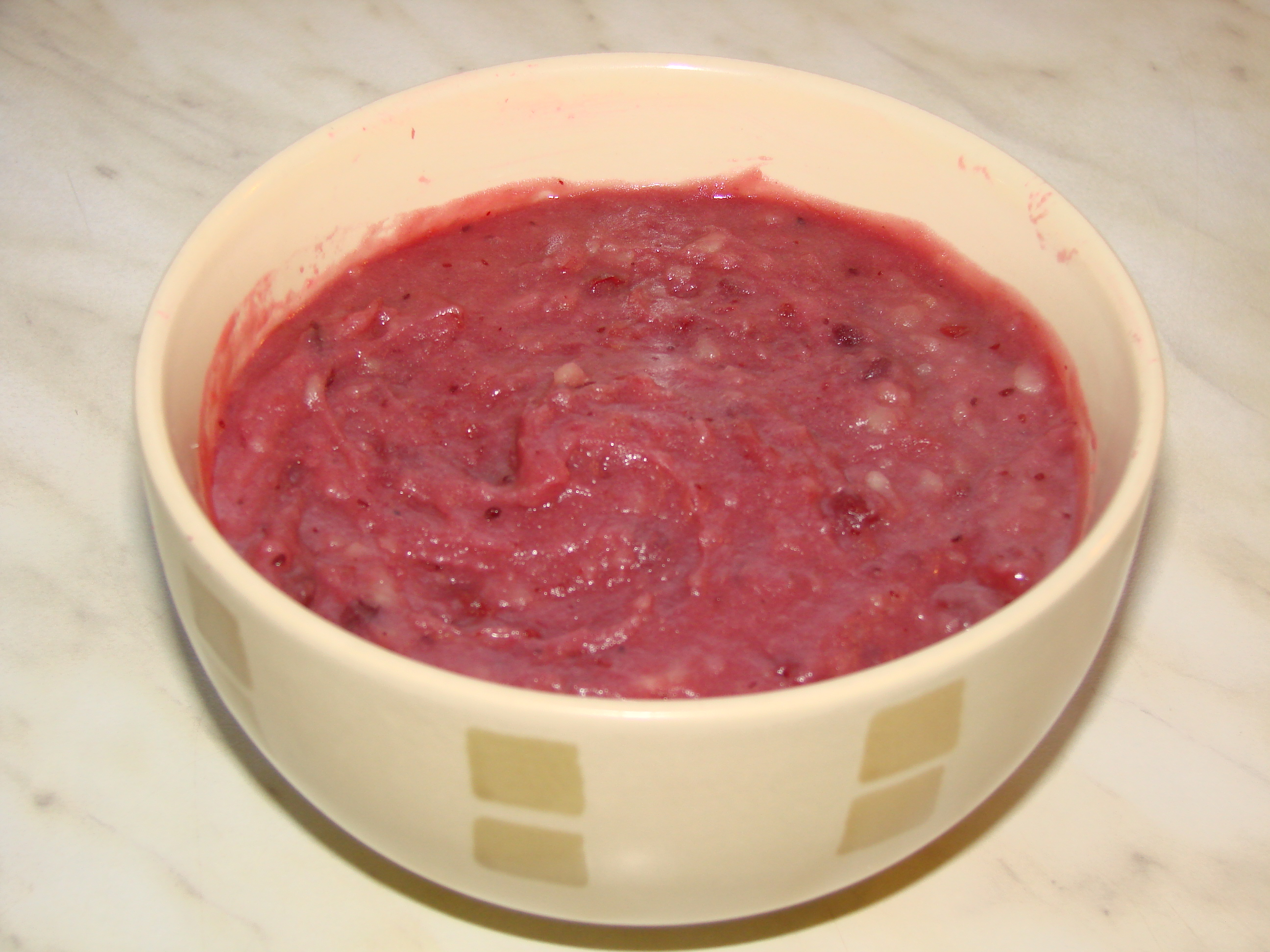
Muvi, canneberges et pommes de terre écrasées.

Les Nivkhes avaient une alimentation diversifiée, étant semi-sédentaires avant la colonisation. Le poisson était la principale source de nourriture, comme le saumon chien, rose, ou du Pacifique, la truite, la lotte, et le saira, qui peuplent les rivières et ruisseaux. Les eaux salées produisaient des morues (en), des poissons plats, et des gobies le long des littoraux du détroit de Tartarie, de la Mer d'Okhotsk et de l'Océan Pacifique, bien que la surpêche des chalutiers russes et japonais ait grandement appauvri les ressources halieutiques. De plus, la pollution industrielle de phénols et de métaux lourds dans la rivière Amour a dévasté les stocks de poisson et endommagé les sols de l'estuaire. Un procédé traditionnel de conservation, appelé Yukola, consistant à trancher le poisson d'une certaine façon et à sécher les tranches en les suspendant dans l'air glacial sans salaison, était utilisé. Le procédé de conservation produisait beaucoup de déchets de poisson séché impropre à la consommation humaine, mais qui était utilisé pour nourrir les chiens. Le plat favori des Nivkhes, le mos, était préparé à base de poisson séché écrasé, mélangé avec de la peau de poisson, de l'eau, du gras de phoque et des baies, et avait la consistance d'une crème. Ils préparaient également le paq, sorte de gruau à la graisse de phoque, et le muvi, plat à base de baies écrasées accompagnées de sucre ou de crème aigre. Les Nivkhes chassaient le phoque, le canard, la loutre, et le martre. Ils récoltaient différentes baies, des poireaux sauvages, des bulbes de lys et des noix; cependant, la proportion de végétaux dans l'alimentation reste limitée[réf. à confirmer]. Les contacts avec les Chinois, Mandchous et Japonais du XIIe siècle introduisirent d'autres aliments comme le sel, le sucre, le riz, le millet, les légumes et le thé. La colonisation russe du XIXe siècle introduisit la farine, le pain, les pommes de terre, la vodka, le tabac, le beurre, les conserves de légumes et de fruits, et d'autres viandes.

## Nivkhes célèbres
- Vladimir Sangi (ru), écrivain et président de RAIPON
- Lyudmila Gashilova, directrice de l'Institut des Peuples du Nord (en)
- Chuner Taksami (en), ethnographe des Nikhves
- Païtan Tchaïka (ru), pêcheur nikhve héros du travail socialiste